# El Deseo (álbum) de Yordano
El Deseo es el nombre del decimoprimer álbum de estudio del cantante venezolano de pop Yordano, fue una producción independiente de 2008.

## Listado de canciones
1. La Última Piedra
2. Ella Es
3. En Mi Vida Otra Vez
4. Somos Tu y Yo
5. Se Me Para La Noche
6. La Mujer Equivocada
7. Después De La Lluvia
8. Todo El Amor
9. Cerca De Ti
10. Y Quedarme Contigo
11. El Yoyoman
12. Niña Mala
13. Sálvame
14. El Deseo
15. Puja
16. Larga Despedida
17. Mientras Te Olvido
18. Mi Luna En Dos

## Personal
Yordano: Voz líder, Guitarra y armónica
Eddy Pérez: Bajo
Hildemaro Álvarez: Teclados
Henry Paúl Díaz: Bajo
Pedro Rodríguez: Batería
Carlos "Nene" Quintero: Percusión
Hugo Fuguet: Guitarra
Denis Vilera: Percusión
Demian Arriaga: Percusión
Pedro Vázquez: Cello

### Coros
Yuki Kanesaka 
Jorge Villamizar 
Arístides Barbella
Eddy Pérez
Pedro Rodríguez 
Henry Paúl Díaz